# Trachonurus
Trachonurus és un gènere de peixos actinopterigis de la família dels macrúrids i de l'ordre dels gadiformes.

## Taxonomia
- Trachonurus gagates (Iwamoto & McMillan, 1997)[2]
- Trachonurus robinsi (Iwamoto, 1997)[3]
- Trachonurus sentipellis (Gilbert & Cramer, 1897)[4]
- Trachonurus sulcatus (Goode & Bean, 1885)[5]
- Trachonurus villosus (Günther, 1877)[6]
- Trachonurus yiwardaus (Iwamoto & Williams, 1999)[7][8][9][10][11][12][13][14]